# Vahrner See
Der Vahrner See (italienisch Lago di Varna) ist ein kleiner See in Südtirol, 2 km nordöstlich von Vahrn. Er befindet sich (ausgenommen das Gewässer, welches öffentliches Gut ist) in Privateigentum, die südliche Hälfte ist als geschütztes Biotop eingetragen. Der nördliche Teil des Sees stand ursprünglich zum Schwimmen zur Verfügung. Aufgrund von gefundenem Kriegsmaterial im See ist das Baden im See mittlerweile untersagt. Der südliche Teil des Sees ist mit Schilf bewachsen. Dieses Schilfröhricht und die naheliegende Fläche wurden im Jahre 1977 als Biotop ausgewiesen und stehen somit unter Naturschutz.

## Name
Der See wurde erstmals 1354 („beim See zu Faern“) schriftlich erwähnt. Bezüglich der Herkunft des Namens geht man davon aus, dass er ursprünglich ein Flussname gewesen sei, welcher sich vom keltischen  *uar- „Wasser, Regen“ ableitet. Dieser wurde dann auf die Siedlung und später auf den See übertragen.

## Topographie
Der Vahrner See liegt auf 712 m Höhe in einer Geländefurche des Eisacktals, die zwischeneiszeitlich vom Eisack durchflossen wurde. Er ist 1,5 ha groß und maximal 3,5 m tief. Er weist keinen oberirdischen Abfluss auf. Der See liegt in einer abgedichteten Mulde. Er wird nur von einer kleinen Quelle genährt. Der geringe Wasseraustausch, die Belastungen durch den Badebetrieb und Nährstoffeintrag aus der Umgebung verursachten ein starkes Algen- und Pflanzenwachstum. Durch aufwendige Sanierungsmaßnahmen, Frischwasserzufuhr aus dem Schalderer Tal und Beschränkung des Badebetriebs auf dem nördlichen Teil konnte dieses Gebiet gerettet und aufgewertet werden.

## Lebensraum
Das Gewässer reinigt sich mit Hilfe des Röhrichts selbst. Das Wurzelgeflecht verbirgt sich mit vier- bis fünfmal so viel Pflanzenmasse im Wasser und Schlamm. Überschüssige Nährstoffe werden aufgenommen und das Wasser wird mit Sauerstoff angereichert. Zusammen mit den aufsitzenden Bakterien und Einzellern wirkt der Wurzelraum als „Bio-Kläranlage“. Auch Lurche, wie z. B. Frösche, Kröten, Salamander und Molche, lassen sich hier auffinden.

## Geschichte
Ursprünglich bestanden im Gebiet zwei Seen. Der heute von Verlandung bedrohte Vahrner See ist der Rest des oberen der zwei Vahrner Seen. Daher erscheint in älteren Quellen auch der Name Obersee. Das früheste Schriftzeugnis, das sich explizit auf den See bezieht, ist von 1354 und lautet „beim See zu Faern“. Damit war der größere Obersee gemeint. Der untere See wurde 1825 in Wiesen umgewandelt. 
Aufgrund des Baues der Festung Franzensfeste entstand 1840 in Vahrn eine Kaserne. Die dort stationierten Soldaten benötigten zur Ausbildung einen Schießstand. Er sollte aus Sicherheitsgründen außerhalb des bewohnten Gebietes liegen. Er wurde dann letztendlich am Ostufer des Vahrner Sees errichtet. Von dort schossen die Soldaten über den See, wo in Entfernungen von 50 bis 250 Meter die Zielergräben standen. Noch in den 1960er Jahren wurde hier geschossen, bevor der Schießstand aus Sicherheitsgründen geschlossen werden musste. Der alte Mechanismus, der zum Bewegen der Schießscheiben erforderlich war, ist heute nicht mehr erhalten.
Im Jahre 1977 wurde der See als Biotop ausgewiesen. Im Sommer 2018 wurde der See ausnahmslos für den Badebetrieb gesperrt, da im Wasser eine große Menge an Kriegsrelikte gefunden wurden. Der See wird (Stand Juni 2020) vom Italienischen Heer (Esercito Italiano) bonifiziert.

## Erholungsgebiet
Die Gegend um den Vahrner See ist ein beliebtes Erholungsgebiet und Ausflugsziel. Die Badewasserqualität gilt schon seit mehreren Jahren als „ausgezeichnet“. In der Nähe des Sees befinden sich ein Gastronomiebetrieb und ein Campingplatz. Auch Umkleidekabinen und eine Bio-Toilette sind vorhanden, sind aber zurzeit für Badegäste nicht zugänglich. Zur Zeit (seit Sommer 2017 und voraussichtlich noch bis Sommer 2022) ist der Badesee wegen der Entfernung von Kriegsmaterial aus dem Ersten Weltkrieg gesperrt. Bis Ende Sommer 2019 wurden 33.313 österreichische Gewehrgranaten aus dem See entfernt. Insgesamt wird vermutet, dass sich im See 170.000 Sprenggranaten befinden.